# 賈特朗樂碗
賈特朗樂碗，是一種有固定音高的印度敲擊樂器，由一組以瓷、玻璃或金屬所製成，大小不同的碗組成，碗內盛置了水，以樂槌來演奏。其發聲原理是藉敲打碗邊而產生振動，再傳至水引發震動音波，從而產生不同音頻。根據薩克斯-霍恩博斯特爾分類法，被歸納為體嗚樂器。

## 起源
最先記載有賈特朗樂碗的文獻，可以追溯至印度教哲學家瓦茨亞亞那的作品《欲經》，當中記載著演奏一種以玻璃盛載水的樂器，相信這就是現時賈特朗樂碗的雛形，賈特朗樂碗被視為當時未出嫁少女64種需要認識的知識之一。而真正最先出現「賈特朗樂碗」這名稱的，是在一本寫於中世紀時期，論述印度教音樂的論文集《Sangeet Parijaat》。《Sangeet Parijaat》內提及賈特朗樂碗被歸納在「Ghan-Vadya」範疇內～以撞擊樂器表面而發聲的體嗚樂器。

## 樂器構造及演奏方式

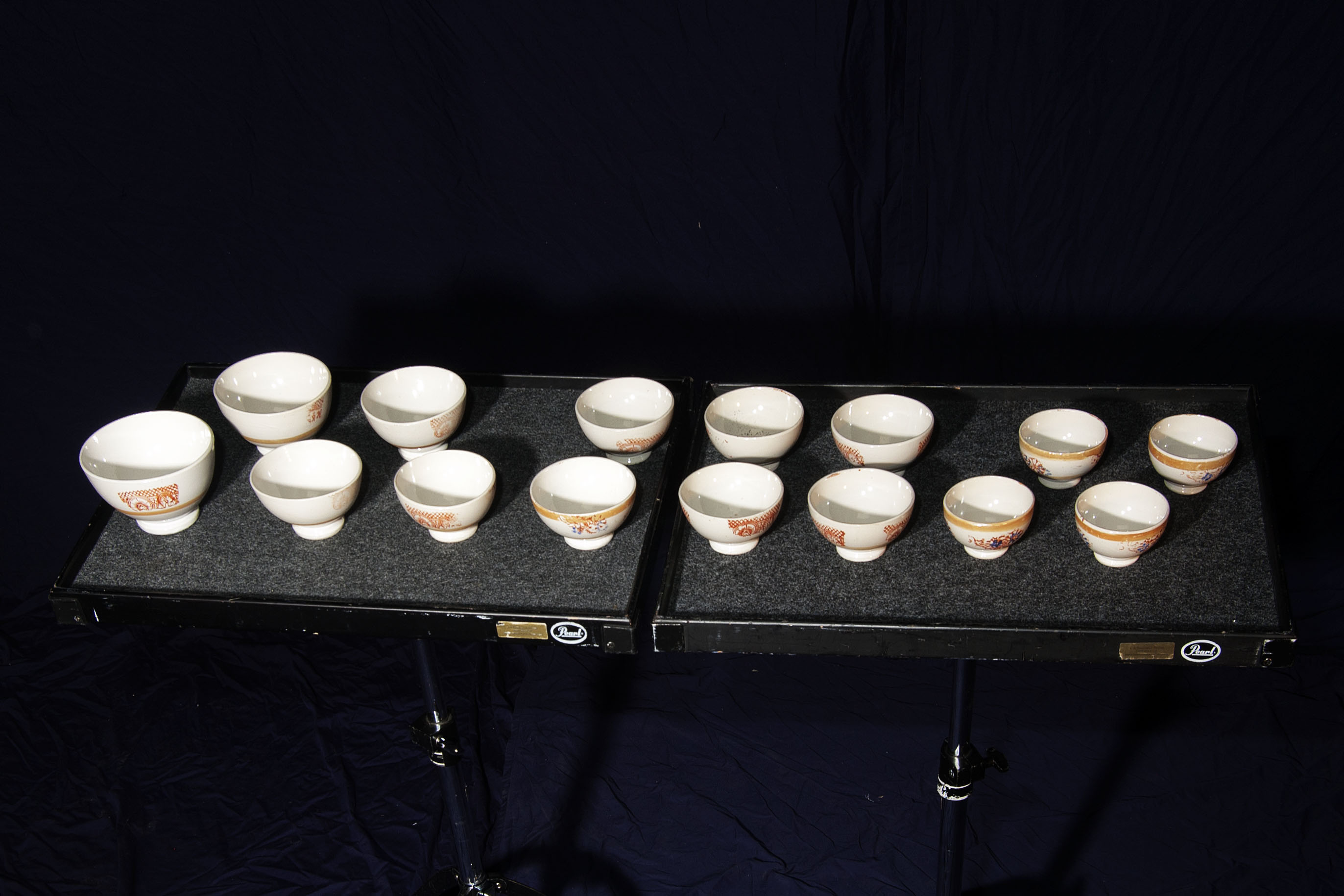
一套由 C6 至 F7的賈達朗樂碗。

而另一本文獻《SangeetSaar》則指出一套完整的賈特朗樂碗應包涵共22隻不同大小的樂碗、另外亦可以採用15隻為一組的配搭（稱為「平庸」）。樂器多以青銅或瓷所製造，低音部份的樂碗稱為「Mandra Swar」；而高音部份則稱為「Taar Swar」。演奏前，先在樂碗上注入不同份量的水，使其能發出不同的音高，再將樂碗以弧形或半圓形排列於樂手面前，配以特製的木槌輕敲打碗邊而發聲。木槌的外形與演奏甘美蘭的排式座鑼（Bonang）所採用的一種類近，但體積較小。樂碗的音高主要依從傳統印度音樂的音調來進行調較，與西方音樂的調性及十二平均律不盡相同。
除了慣常的敲打碗邊以發聲外，《SangeetSaar》也提及到：樂手可以將樂碗內的水輕輕地搞動，以製造出有音色上的微妙變化。

## 現代使用的音樂作品
美國作曲家亨利·考埃爾於1958年創作的《第13號交響曲》中，把賈特朗樂碗在內的數件印度樂器放入樂團中。而披頭四樂隊的主音結他手乔治·哈里森於1982年在他的個人大碟《Gone Troppo》中，也有將賈特朗樂碗用於樂曲中，並擔任演奏者。

## 外部連結
- http://www.jaltarang.com/ （页面存档备份，存于）